# Colmar von der Goltz
El Barón (Freiherr) Wilhelm Leopold Colmar von der Goltz (Bielkenfeld, Prusia Oriental, 12 de agosto de 1843-Bagdad, 19 de abril de 1916) fue un general y teórico militar alemán.

## Biografía
Nació en 1843. Estudió en la Academia Militar de Berlín y combatió en la guerra austro-prusiana de 1866. Sirvió en la guerra franco-prusiana y fue profesor de la Academia Militar. En 1883 entró al servicio del Imperio otomano, en el que pasó doce años como asesor militar. A partir de entonces, mantuvo siempre contactos con el imperio.
A su regreso a Alemania en 1896 ocupó varios cargos militares. Reorganizó el ejército turco entre los años 1908 y 1910. En 1910, fue enviado como representante del Imperio alemán a los festejos del Centenario Argentino. En 1912, cuando estalló la primera guerra balcánica en la que estuvo tentado de participar del lado otomano, era inspector militar de las provincias orientales del imperio. Aconsejó en vano a los otomanos que se mantuviesen inicialmente a la defensiva y se concentrasen en batir a los búlgaros, pero los mandos turcos desoyeron sus consejos.
Durante la Primera Guerra Mundial, fue gobernador de Bélgica (entre septiembre y octubre de 1914).
En diciembre de 1914, se lo envió al Imperio otomano —fue el militar de mayor graduación que sirvió en la misión militar de asesoramiento—, pero nunca recibió un puesto a la altura de su experiencia y de su alta graduación en el Ejército alemán. Dirigió la defensa de los Dardanelos y la campaña de Turquía. Murió de tifus en Bagdad, en abril de 1916, cuando mandaba las tropas otomanas del frente mesopotámico.

## La doctrina deLa Nación en Armas

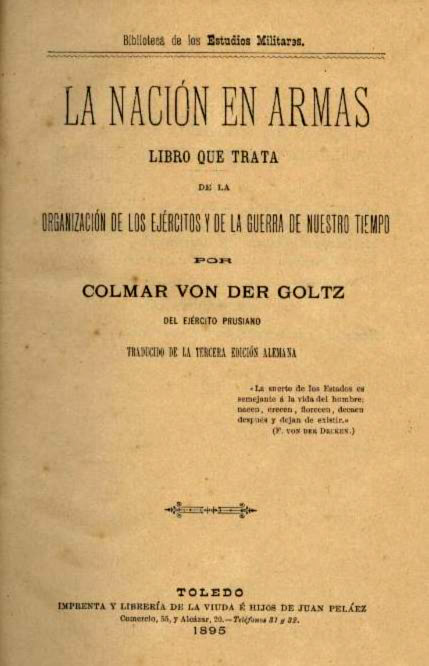
Portada de la edición española de LA NACIÓN EN ARMAS (Toledo, 1895).

En su libro La Nación en Armas (Das Volk in Waffen, 1883, literalmente El Pueblo en Armas), Colmar von der Goltz plantea que una nación debe movilizar todos sus recursos, humanos, económicos e ideológicos, para poder imponerse en un enfrentamiento bélico moderno. Si un país quiere evitar que otro Estado lo ataque y lo derrote, debe estar siempre preparado para la guerra. Esta doctrina, marcada por un fuerte nacionalismo, supone la construcción y mantenimiento de un ejército profesional y bien abastecido, pero también que el Estado promulgue leyes sociales. Un obrero explotado no será nunca un buen soldado ni defenderá su patria si no la considera propia. El Estado debe garantizar la educación y salud de los trabajadores, para poder contar luego con soldados sanos y alfabetizados.
Oponiéndose al liberalismo imperante en su país, propone un Estado soberano económicamente para financiar la guerra. Para conocer los recursos con los que cuenta, el Estado debe realizar censos, para conocer la cantidad y calidad de sus habitantes. Esta doctrina ha ejercido poderosa influencia en el pensamiento militar de su tiempo.
En la Argentina, estas ideas influyeron en el pensamiento del Grupo de Oficiales Unidos (GOU), que gobernó dicho país entre 1943 y 1946, sentando precedente en materia de políticas sociales y desarrollo de la industria nacional.

## Honores
- Reino de Prusia:[3]
  - Caballero del Águila Roja, 4.ª Clase con Espadas, 15 de enero de 1867;[4] 2nd Class with Oak Leaves, Swords on Ring and Crown, 27 January 1893;[5] Gran Cruz, 27 de enero de 1902[6]
  - Cruz al Servicio
  - Cruz de Hierro (1870), 2.ª Clase
  - Caballero de la Real Orden de la Corona, 3.ª Clase, 18 de enero de 1881;[4] 1.ª Clase
  - Cruz de Comandante de la Real Orden de Hohenzollern
  - Pour le Mérite (civil), 1911
  - Caballero del Águila Negra, con Collar
- Reino de Baviera: Gran Cruz de la Orden al Mérito Militar[3]
- Ducados Ernestinos: Gran Cruz de la Orden de la Casa Ernestina de Sajonia[3]
- Principado de Reuss-Gera: Cruz de Honor, 1.ª Clase[3]
- Reino de Sajonia: Gran Cruz de la Orden de Alberto[3]
- Reino de Wurtemberg: Gran Cruz de la Orden de Federico[3]
- Imperio francés: Caballero de la Legión de Honor[3]
- Imperio otomano:[3]
  - Orden de Distinción, en Diamantes
  - Orden de Osmanieh, 1.ª Clase en Diamantes
  - Orden del Medjidie, 1.ª Clase en Diamantes
  - Medalla Imtiyaz en Oro y Plata
- Imperio ruso: Caballero de San Alejandro Nevski[3]

## Obras
- Feldzug 1870-71. Die Operationen der II. Armee. Berlín, 1873.
- Angeline. Stuttgart, 1877.
- Leon Gambetta und seine Armee. Berlín, 1877.
- Rossbach und Jena. Studien über die Zustände und das geistige Leben der preußischen Armee während der Uebergangszeit von XVIII. zum XIX. Jahrhundert. Berlín, 1883.
- Das Volk in Waffen, ein Buch über Heerwesen und Kriegführung unserer Zeit. Berlín, 1883.
- Ein Ausflug nach Macedonien. Berlín, 1894.
- Kriegführung. Kurze Lehre ihrer wichtigsten Grundsätze und Formen. Berlín, 1895.
- Anatolische Ausflüge, Reisebilder von Colmar Freiherr v. d. Goltz; mit 37 Bildern und 18 Karten. Berlín, 1896.
- Krieg- und Heerführung. Berlín, 1901.
- Von Rossbach bis Jena und Auerstedt; ein Beitrag zur Geschichte des preussischen Heeres. Berlín, 1906.
- Von Jena bis Pr. Eylau, des alten preussischen Heeres Schmach und Ehrenrettung; eine kriegsgeschichtliche Studie von Colmar Frhr. v. d. Goltz. Berlín, 1907.
- Jung-Deutschland; ein Beitrag zur Frage der Jugendpflege. Berlín, 1911.
- Kriegsgeschichte Deutschlands im neunzehnten Jahrhundert. Berlín, 1910-1912.
- 1813; Blücher und Bonaparte, von Feldmarschall Frhn. v. d. Goltz.. Stuttgart und Berlín, 1913.